# Jeanne de Constantinople
Jeanne de Flandre, Jeanne de Hainaut ou Jeanne de Constantinople, née à une date inconnue entre 1194 et 1200, et morte le 5 décembre 1244, est une femme politique du Moyen Âge qui gouverne la Flandre et le Hainaut dans la première moitié du XIIIe siècle. Elle est comtesse de Flandre et de Hainaut de 1205 à 1244.
Fille aînée de l'empereur Baudouin de Constantinople et de Marie de Champagne, ses parents meurent aux croisades en 1205. Elle est élevée à Paris sous la tutelle du roi Philippe Auguste, qui la marie à Ferrand de Portugal en 1212. Ce dernier se tourne vite contre son suzerain français, provoquant une guerre qui se termine par la défaite de Bouvines et l’emprisonnement du jeune comte. Jeanne gouverne alors seule la Flandre et le Hainaut. Elle doit affronter la rivalité de sa sœur Marguerite, puis la sédition de ses comtés menée par un imposteur qui prétend être son père. À l'issue de cette guerre civile, son époux Ferrand est libéré, mais meurt peu après. Elle épouse en secondes noces Thomas de Savoie. Jeanne décède en 1244 à l'abbaye de Marquette.
La comtesse Jeanne a mené une politique favorable au développement économique de ses comtés et octroyé de nombreuses chartes de franchises aux cités flamandes. Elle a joué un rôle important dans le développement des ordres mendiants, des béguines, les victorines et les communautés hospitalières dans ses comtés, sans pour autant négliger les ordres traditionnels. Sous son règne, les fondations féminines, rares auparavant, se sont multipliées, transformant la place des femmes dans la société et dans l'église.
La Troisième continuation, l'un des romans du conte du Graal a été rédigé pour Jeanne de Constantinople, de même que la Vie de sainte Marthe de Wauchier de Denain. Le premier roman en langue néerlandaise, Van den vos Reynaerde, a été rédigé par un clerc de son entourage.
Jusqu'au XIXe siècle, les chercheurs conservent une image très négative, jusqu'à ce qu'elle soit réhabilitée. Il existe plusieurs représentations peintes ou sculptées de la comtesse en France et en Belgique, ainsi que deux géants.

## Biographie

### Enfance

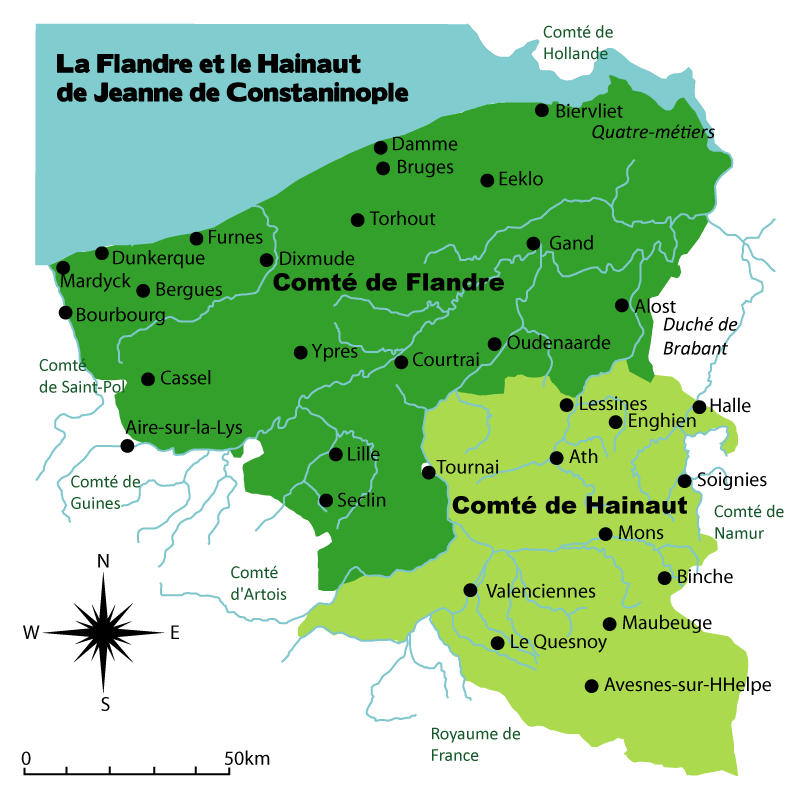
Carte des comtés de Flandre et de Hainaut sous la comtesse Jeanne de Constantinople.

La date de naissance exacte de Jeanne de Constantinople est inconnue, plusieurs hypothèses ayant été avancées sans preuves tangibles. On sait simplement que, tout comme sa jeune sœur Marguerite, elle fut baptisée en l'église Saint-Jean de Valenciennes.
En 1202, le père de Jeanne, Baudouin, comte de Flandre et de Hainaut, quitte ses terres pour participer à la quatrième croisade. Après la prise de Constantinople, il est proclamé empereur par les croisés, le 9 mai 1204. Son épouse Marie de Champagne décide de faire un pèlerinage en Terre sainte avant de le rejoindre. Elle meurt en arrivant à Acre. Puis Baudouin lui-même disparaît au cours de la bataille d'Andrinople face aux Bulgares de Jean Kalojan, le 14 avril 1205. Son sort exact, mort ou prisonnier, est inconnu, mais son corps n'est pas retrouvé.
Après la disparition du comte et de son épouse, les comtés de Flandre et de Hainaut sont administrés par un conseil composé du chancelier de Flandre, du prévôt de Lille et des châtelains de Lille et Saint-Omer. L'éducation de Jeanne et de sa sœur cadette Marguerite est assumée par leur oncle paternel Philippe Ier, comte de Namur. Mais, dès 1208, ce dernier délègue cette charge au roi de France Philippe-Auguste. Elles sont élevées à Paris, en compagnie du jeune Thibaud de Champagne.
Dès 1206, Philippe Auguste impose à Philippe de Namur de ne pas marier ses nièces sans son consentement. Deux ans plus tard, un accord est conclu aux termes duquel le roi de France s'engage à ne pas les marier avant leur majorité sans le consentement du comte de Namur, mais que ce dernier ne s'opposera pas au choix royal après leur majorité. Enfin, au cas où l'une ou l'autre des deux sœurs refuserait le candidat de Philippe Auguste, l'accord prévoit qu'elle serait remise au comte de Namur, et s'engagerait à servir le roi et à lui verser une compensation financière.
En 1211, Enguerrand de Coucy propose à Philippe Auguste la somme de cinquante mille livres pour épouser Jeanne, tandis que son frère Thomas épouserait Marguerite. La noblesse flamande est hostile à ce projet. Mathilde de Portugal, comtesse douairière et veuve de Philippe d'Alsace, propose alors de marier Jeanne à son neveu Ferdinand de Portugal, (1188-1233) dit Ferrand de Portugal, pour la même somme. Le mariage est célébré à Paris le 12 janvier 1212[source insuffisante]. Après cette date Ferrand de Portugal est connu sous le nom de Ferrand de Flandre.

### Jeunesse

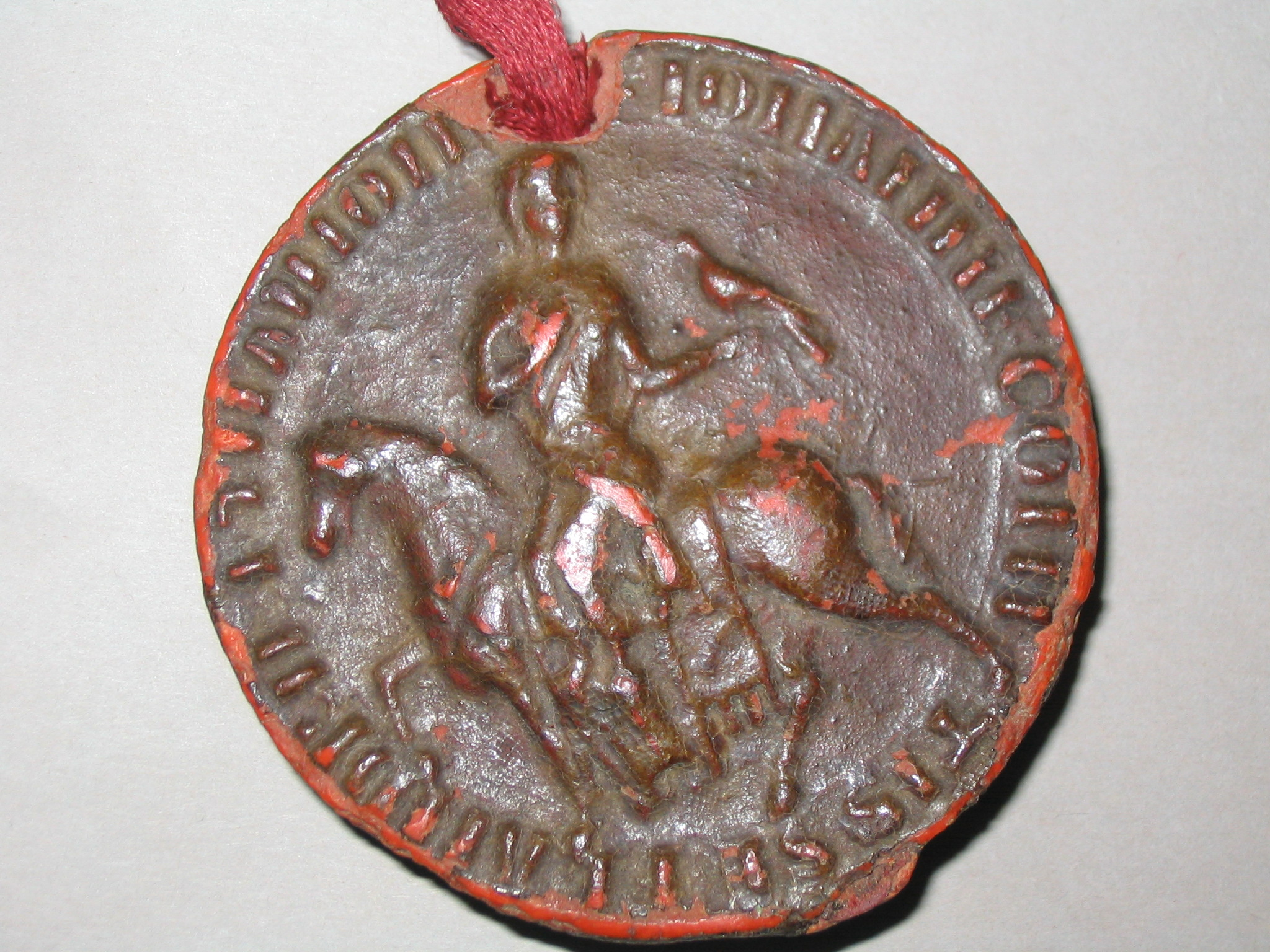
Sceau de Jeanne de Constantinople. Elle a choisi un sceau rond, comme les hommes, et se fait représenter à cheval, un faucon à la main, dans une attitude aristocratique.

Lors de leur voyage de retour en Flandre, les nouveaux époux sont capturés par le cousin de Jeanne, le prince Louis (le futur Louis VIII de France), fils aîné de Philippe-Auguste. Le but de Louis est de récupérer une vaste portion du territoire comprenant l'Artois qu'Élisabeth de Vermandois avait apporté en dot à la Flandre par son mariage avec Philippe d'Alsace, comte de Flandre.
Après avoir cédé les villes d'Aire-sur-la-Lys et de Saint-Omer (par le traité du Pont-à-Vendin, le 24 février 1211), Jeanne et Ferrand de Flandre rejoignent les anciens alliés de Baudouin, le roi Jean d'Angleterre et l'empereur Otton IV, dans une alliance contre la France. Ils se concilient la puissante bourgeoisie gantoise, qui avait pourtant initialement refusé de reconnaître Ferrand pour comte, en octroyant l'élection annuelle des quatre prud’hommes, qui choisissaient avec la comtesse les échevins de la cité. Puis, ils autorisent les habitants de Gand et d'Ypres à fortifier leurs villes, et Ferrand démet de leurs fonctions les châtelains de Bruges et de Gand, réputés pro-français.

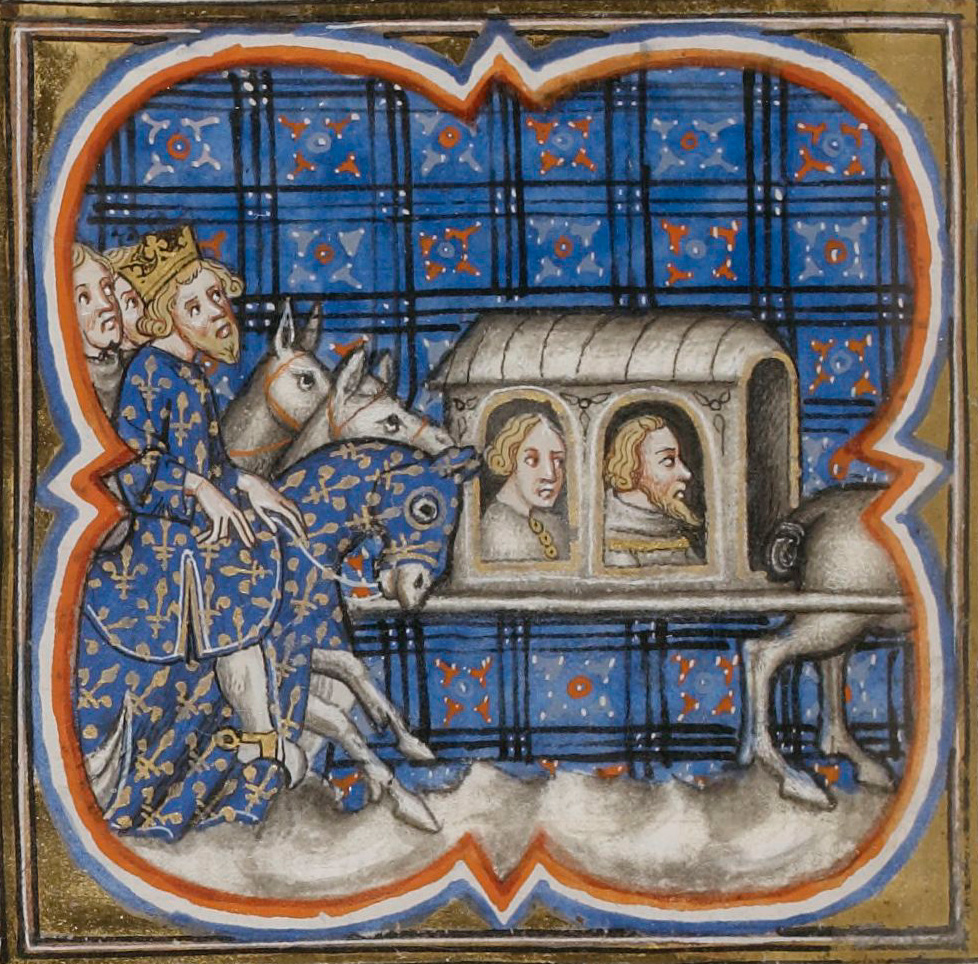
Philippe Auguste ramenant Ferrand de Portugal, comte de Flandre, et Renaud, comte de Boulogne, faits prisonniers à la bataille de Bouvines.Grandes Chroniques de France, Paris, XIVe siècle Paris, Bibliothèque nationale de France, MF 2813, f° 253 v°.

Philippe Auguste réagit en attaquant Lille, qu'il incendie (à l'exception du castrum fortifié et des églises) en 1213. À Damme, la flotte française est détruite par les Anglais. À la bataille de la Roche-aux-Moines, le 2 juillet 1214, le prince Louis bat l’armée anglaise. Puis Philippe Auguste inflige à ses adversaires une défaite décisive à Bouvines le 27 juillet 1214, où Ferrand est fait prisonnier. Pendant les douze ans que Ferrand de Flandre reste prisonnier des Français, Jeanne gouverne seule.
Seule au pouvoir, Jeanne commence par ordonner la reconstruction des remparts de Lille, mais craignant une nouvelle offensive française, elle finit par se soumettre au roi de France. Elle tente alors de faire annuler son mariage par le pape, puisqu'il n'a pas été consommé. En 1221, elle cherche notamment à épouser Pierre Mauclerc, baillistre de Bretagne, veuf d'Alix de Thouars. Mais Philippe Auguste s'y oppose.

### Conflit avec Marguerite
En 1213, Marguerite, sœur cadette de Jeanne, a épousé Bouchard d’Avesnes, Philippe Auguste, qui voit cette union d'un mauvais œil, fait savoir au pape, Innocent III, que Bouchard aurait reçu les ordres majeurs comme sous-diacre. En 1215, lors du quatrième concile du Latran, le souverain pontife accepte d'annuler le mariage pour ce motif. Mais Marguerite et Bouchard n'en tiennent aucun compte : ils se réfugient chez le duc de Luxembourg, au château d'Houffalize dans les Ardennes. C'est là que naissent leurs fils, Jean et Baudouin. En 1219, lors d'une chevauchée en Flandre contre Jeanne, Bouchard est capturé. Deux ans plus tard, acceptant de renoncer au mariage et de se séparer de son épouse, il est libéré. Vers la fin de l'année 1223, Marguerite épouse alors Guillaume de Dampierre.
Un autre conflit agite le règne de Jeanne. En 1224, elle cherche à acquérir, pour son conseiller Arnoul d'Audernarde, la châtellenie de Bruges, que Philippe Auguste avait confié à Jean de Nesle, bailli de Flandre, après la bataille de Bouvines. Elle conteste la somme trop élevée qui en est demandée. Sa cause est jugée par deux chevaliers, ce dont elle fait appel au roi, lors d'une réunion de sa cour à Melun, considérant qu'elle ne peut être jugée que par ses pairs. Le roi finit par donner raison à Jean de Nesle, ce qui est un désaveu pour Jeanne.

### Retour de Baudouin
Selon les Chroniques de Hainaut, le gouverneur de Flandre et de Hainaut Arnoul de Gavre aurait reconnu son oncle Josse de Materne, en tenue de franciscain, à Valenciennes. En l’interrogeant, il aurait appris que le comte Baudouin et ses compagnons seraient parvenus à échapper aux Bulgares après vingt ans de captivité. La Chronique rimée de Philippe Mouskes signale, à la même époque, qu'un mystérieux étranger distribuait de larges sommes d’argent en annonçant le retour de Baudouin. En 1225, un ermite vivant près de Mortagne, dans la forêt entre Valenciennes et Tournai, avoue être effectivement le comte Baudouin. Il revendique alors la restitution par Jeanne de ses droits de souveraineté sur les comtés de Flandre et de Hainaut.
Baudouin crée des chevaliers, scelle des actes, se comporte comme un véritable comte. Rapidement, il est soutenu par les nobles hennuyers, notamment Jean de Nesle et Robert de Dreux. Puis il reçoit le soutien de la majorité des villes de Flandre et de Hainaut, dont Lille et Valenciennes. Le roi Henri III d'Angleterre lui propose même de renouer une alliance contre le roi de France, et il reçoit le soutien des ducs de Brabant et du Duché de Limbourg. Jeanne envoie son conseiller Arnoul d'Audenarde, qui ne peut rencontrer l'ermite mais revient néanmoins convaincu qu'il est bien le véritable Baudouin. D'autres témoins sont plus sceptiques, mais ils sont accusés par le peuple d'êtres vendus à la comtesse.
Jeanne est contrainte de se réfugier à Mons, seule ville qui lui reste fidèle. Contre la promesse de vingt mille livres et la mise en caution de Douai et de Lécluse, le roi Louis VIII accepte d'intervenir avec son armée pour rétablir Jeanne dans ses droits. Il négocie âprement son soutien : Jeanne s'engage à lui rembourser les frais de guerre, gageant cette promesse sur les villes de Douai et de Lécluse.
Avant de lancer les opérations militaires, Louis VIII envoie sa tante Sybille de Beaujeu, sœur de Baudouin, rencontrer l'ermite. Celle-ci conçoit des doutes sur son identité. Le 30 mai 1225, le roi rencontre alors le prétendu Baudoin à Péronne et l'interroge sur des détails de sa vie : il est incapable de se souvenir quand et où il a été fait chevalier, pas plus qu'il ne se souvient de sa nuit de noces. Les évêques d'Orléans et de Beauvais le reconnaissent comme un jongleur, qui avait déjà essayé de se faire passer pour le comte Louis de Blois, également disparu à la bataille d'Andrinople.
Convaincu qu'il s'agit d'un imposteur, Louis VIII lui donne trois jours pour fuir. Le faux Baudouin se réfugie chez ses partisans à Valenciennes, mais la ville est rapidement reprise par les Français. Jeanne exige une capitulation sans conditions. Le faux Baudouin prétend alors se réfugier chez l’archevêque de Cologne, mais il fausse compagnie à ses derniers partisans et prend la fuite. Rattrapé près de Besançon, il est livré à Jeanne. Malgré la promesse de ne pas le mettre à mort, le comtesse le fait exposer au pilori entre deux chiens, puis pendre aux portes de Lille. Il est probable que Bouchard d'Avesnes, l'époux de Marguerite de Constantinople écarté par Jeanne, ait été l'âme du complot. Le faux Baudouin avait reconnu les droits légitimes de ses fils comme héritiers des deux comtés.
Après la reprise des villes rebelles, Jeanne impose de lourdes amendes. Cela lui permet non seulement de rembourser ses dettes envers le roi de France dès l'année suivante, au lieu des vingt années prévues, mais aussi de payer la rançon de son époux Ferrand de Portugal.

### Libération de Ferrand

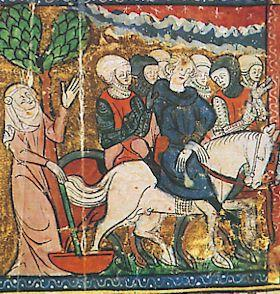
Jeanne salue Ferrand avant son départ pour la bataille de Bouvines. Grandes Chroniques de France, XIVe siècle, Bibliothèque municipale, Castres.

Stratagème ou volonté réelle de tourner la page, Jeanne se laisse courtiser par Pierre Mauclerc, le duc de Bretagne qui est veuf depuis peu. Elle donne son accord pour tenter de faire annuler son mariage pour consanguinité par le Pape Honorius III. Ce dernier accède à la demande. Cependant, le roi de France Louis VIII refuse son autorisation au remariage du duc de Bretagne avec la comtesse de Flandre, un tel territoire prenant en tenaille le domaine royal lui paraissant dangereux. Louis VIII obtient du Pape l'autorisation du remariage de Jeanne et de Ferrand tout en les obligeant à un traité ainsi qu'une rançon.
Les énormes amendes que Jeanne impose aux villes rebelles qui avaient soutenu le faux Baudouin lui permettent de payer rapidement les 20 000 livres prévues pour la reprise des deux comtés par les troupes françaises.
En 1226, par le traité de Melun signé entre Jeanne et le roi Louis VIII, la rançon de Ferrand est fixée à 50 000 livres parisis payables en deux versements. Le traité prévoit que les villes de Lille, Douai et Lécluse serviront de caution en attendant le payement complet de cette somme considérable. Jeanne est contrainte par cet accord de conserver Ferrand pour époux. Tous deux encourent l'excommunication s'ils sont infidèles au roi - ce qui constitue un parjure en droit féodal. Enfin, ses chevaliers et les représentants des villes doivent eux aussi prêter serment de fidélité au roi de France : 27 villes et 350 nobles prêtent ce serment. 
Après la mort de Louis VIII survenue le 8 novembre, Jeanne revendique le droit de porter l'épée royale lors du sacre de son successeur Louis IX au nom de son époux absent ; ce droit lui est contesté par Agnès de Beaujeu, épouse de Thibaut, comte de Champagne, lui aussi absent. En janvier 1227, Blanche de Castille, veuve de Louis VIII et régente, et son fils Louis IX autorisent la libération de Ferrand après avoir accordé à Jeanne un rabais de moitié de la rançon, réduite à 25 000 livres.
Vers 1227 (ou 1228), Jeanne met au monde une fille, Marie. Celle-ci, leur unique enfant, est promise à Robert d'Artois, frère du roi de France Louis IX. Mais cette fille unique meurt en 1236. Ferrand de Portugal meurt le 27 juillet 1233 à Noyon de la maladie de la pierre dont il souffrait depuis sa détention. Son cœur est inhumé en la cathédrale, tandis que son corps est ramené à l'abbaye de Marquette, en Flandre. Après le décès de son mari, Jeanne souhaite épouser Simon de Montfort, comte de Leicester, mais le roi de France refuse cette alliance. Au cours de cette même année 1233, Bouchard d'Avesnes, emprisonné depuis son intrigue du faux Baudouin, est libéré.

### Mariage avec Thomas de Savoie

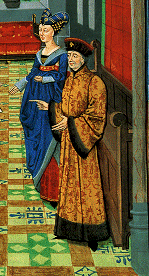
Jeanne de Constantinople et son second mari, Thomas de Savoie. Miniature issue des Chroniques de Hainaut de Jean Wauquelin, vers 1448-1468, conservées à la Bibliothèque royale de Belgique.

En 1237, Jeanne épouse en secondes noces Thomas II de Savoie (v. 1199-1259), fils du comte de Savoie Thomas Ier (1178-1233) et de Béatrice Marguerite de Genève (†1257), et surtout oncle de la reine Marguerite de Provence, épouse de Louis IX. Il est comte de Maurienne (sous le nom de Thomas II), (1233-1259), et seigneur (1233) puis comte (1245-1259) de Piémont. Pour ce mariage, Jeanne est contrainte de payer trente mille livres au roi de France et de lui renouveler ses serments de fidélité. Avec son époux, ils le soutiennent notamment pendant la révolte menée par Hugues de Lusignan.
À la mort de Jeanne le 5 décembre 1244, à l'abbaye de Marquette, sa sœur Marguerite lui succède, tandis que Thomas retourne en Savoie. Le tombeau de Jeanne a été redécouvert en 2005 sur le site de l'ancienne abbaye de Marquette. Les fouilles menées en 2007 ont néanmoins permis de découvrir que le corps de la comtesse ne se trouvait pas dans ce tombeau.

## Rôle politique

### Économie
La comtesse Jeanne, dès les premières années de son règne personnel (1214-1226), a mené une politique favorable au développement des cités flamandes. Elle accorde des privilèges judiciaires et fiscaux à Dunkerque, Gand, Lille, Mardyck, Seclin (1216), puis Biervliet et Ypres (1225). À Courtrai, en 1217, elle favorise l'arrivée d'ouvriers pour l'industrie lainière en exemptant de taille les personnes qui viendraient s'installer dans cette ville. Après le retour de son époux Ferrand, elle confirme cette orientation politique, en octroyant à Douai, Gand et Ypres, ainsi que les Métiers de Bruges et de Lederzeele de nouveaux privilèges, qui leur confèrent une plus grande autonomie vis-à-vis du pouvoir comtal. Après la mort de Ferrand (1233), elle promulgue encore la charte de Lille et autorise la construction d'un beffroi à Valenciennes.
Puis, après son mariage avec Thomas de Savoie (1237-1244), elle complète cette politique par des exemptions fiscales, une réorganisation du système judiciaire, des mesures destinées à favoriser le commerce fluvial et les ports de mer, qui concernent les villes de Bergues, Bourbourg, Bruges, Damme, Furnes, Mude et Kaprijke. Dans les régions moins urbanisées, notamment en Hainaut, le pouvoir comtal reste fort. Sous la pression constante de la bourgeoisie flamande, consciente de la nécessité de son soutien pour la comtesse face au roi de France, Jeanne a mené une politique qui a favorisé le développement économique et l'autonomie urbaine, non sans contreparties fiscales.
Afin de favoriser le commerce fluvial, Jeanne a fait construire en 1237 des portes d'eau à Menin et Harelbeke, rendant la Lys navigable. Puis en 1242, avec Thomas de Savoie, elle autorise les échevins de Lille à créer trois écluses, à Marquette-lez-Lille, à Wambrechies et à Lille même, étendant le réseau à la Deule. La dernière ne sera finalement pas construite, mais remplacée par un bassin à double porte au Quesnoy.

### Religion

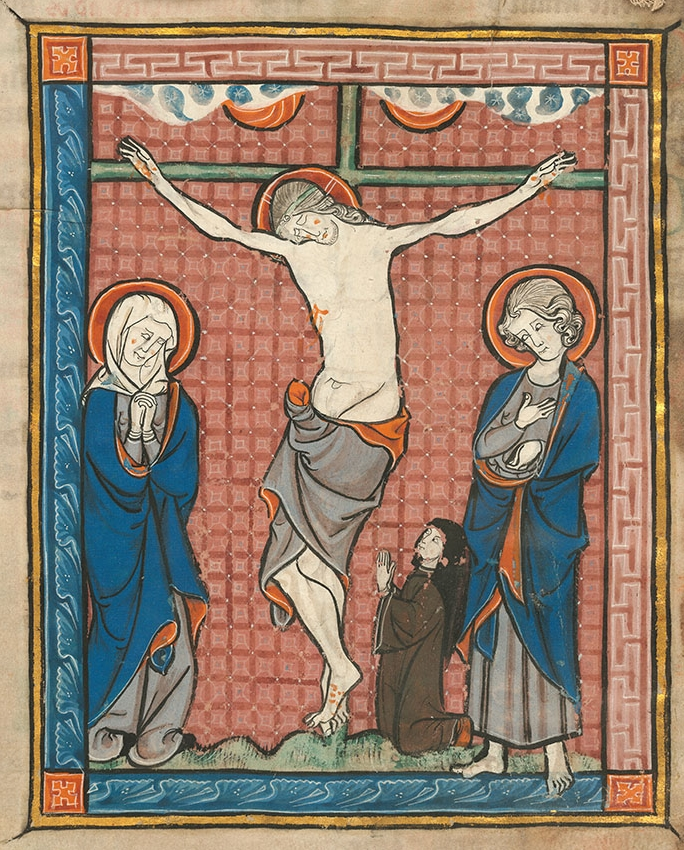
Une religieuse cistercienne en prière au pied de la Croix. Manuscrit du XIIIe siècle ayant appartenu à l'abbaye cistercienne de Marquette-lez-Lille, Bibliothèque municipale de Cambrai, ms. 99.

En bonnes relations avec les Cisterciens, Jeanne a fondé l'abbaye féminine de Marquette-lez-Lille, et confirmé, soutenu ou aidé la fondation de plusieurs autres abbayes de moniales cisterciennes. Alors que jusqu'au XIIe siècle, les abbayes des deux comtés étaient exclusivement masculines, vingt monastères féminins sont fondés en Flandre, dont l'abbaye de La Byloke à Gand, et cinq en Hainaut au cours du XIIIe siècle. Ils sont soutenus par Jeanne, puis par sa sœur Marguerite - pour certains d'entre eux, le rôle de créatrices leur fut attribué a posteriori, durant la période moderne.
Jeanne soutient également l'installation des ordres mendiants dans ses comtés. À Valenciennes, alors qu'une petite communauté franciscaine s'est installée vers 1217, elle leur donne, en 1226, l'ancien donjon de la ville pour en faire un couvent ; elle se heurte au refus des « spirituels », dont elle vainc la résistance en écrivant au général de l'ordre, qui envoie des « conventuels » s'y installer. Les deux communautés fusionnent avant 1241. Dans le cas des franciscains de Lille, on sait que Jeanne leur envoie son maître d’œuvre et des charpentiers pour aider à la construction de l'église et du couvent.
La comtesse joue également un rôle dans la création des « cours de béguines », c'est-à-dire un terrain clos, construit de maisons et parfois équipé d'une église ou d'un hôpital, qui deviendront les « béguinages » classiques : Mons et Valenciennes pour le Hainaut, Bruges, Gand, et Ypres pour la Flandre, tous fondés entre 1236 et 1244, auxquels il faut ajouter Douai et Lille, créés en 1245 par Marguerite en exécution du testament de sa sœur aînée Jeanne. Il est possible que l'influence des Dominicains ait joué un rôle dans ces fondations, dont certaines sont placées sous leur directions spirituelle.

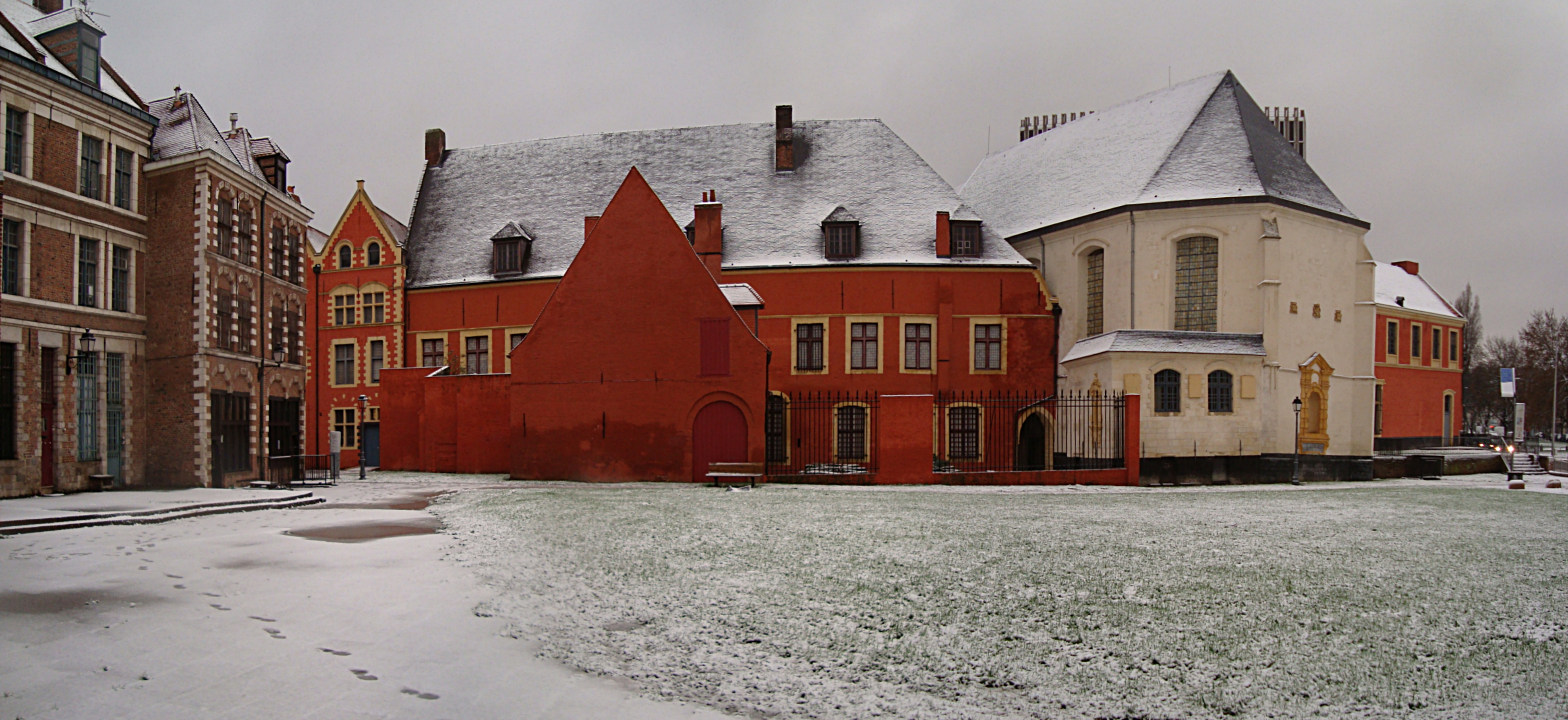
Vue arrière de l'hospice Comtesse sur le bâtiment de la communauté et la chapelle. Il ne reste rien des bâtiments d'origine fondés par Jeanne de Constantinople.

Dès la fin du XIIe siècle, des religieuses victorines s'implantent en Flandre et en Hainaut. Une dizaine de monastères sont fondés entre 1217 et 1262. Jeanne encourage ce mouvement, et soutient directement, en 1244 la création du prieuré de Bethléem, à Mesvin, dans le diocèse de Cambrai. Ces monastères, qui bénéficient d'une grande autonomie, ont une vocation caritative et urbaine. Ils répondent bien aux demandes de la nouvelle spiritualité féminine au XIIIe siècle.
Jeanne a soutenu les hôpitaux, notamment les hospices Saint-Sauveur et Saint-Nicolas à Lille. En 1228, avec son époux Ferrand, elle donne un terrain pour la fondation de la Biloke à Gand. En février 1237, elle fonde l'Hospice Comtesse, pour lequel elle donne les jardins de sa résidence, au sein du « castrum » de Lille, à l'emplacement de l'ancien donjon qui avait été rasé par les Français en 1213. Elle crée également l'hôpital Sainte-Élisabeth-de-Hongrie à Valenciennes, quatre ans après sa canonisation. Cette fondation est desservie par des béguines.

## Influence sur la littérature médiévale
Deux manuscrits connus sont considérés comme ayant appartenu à la bibliothèque de Jeanne. Le premier est un psautier conservé à la Bibliothèque nationale de France (Lat. 238), confectionné vers 1210, qui pourrait avoir été offert par Blanche de Navarre à sa nièce Jeanne lors de son mariage avec Ferrand de Portugal. Le second, daté des années 1210-1220 est un exemplaire du Conte du Graal, conservé à la British Library (Add. 36614). Ce second manuscrit aurait comporté le Perceval de Chrétien de Troyes, auquel Jeanne aurait fait ajouter les Continuations et la Vie de sainte Marie l'Égyptienne. Tous deux proviennent d'un atelier champenois.
La rédaction du cycle du Conte du Graal est fortement liée à la famille comtale de Flandre. Chrétien de Troyes écrivait sous la protection de l'oncle de Jeanne, Philippe de Flandre. Manessier, auteur de la Troisième continuation, a dédié son œuvre à la comtesse Jeanne. Il est vraisemblable que son prédécesseur Wauchier de Denain, auteur de la Seconde continuation ait également fait partie de son entourage, sans qu'on puisse démontrer de manière certaine que l'ouvrage fut écrit pour elle. Par contre, il a dédié sa Vie de sainte Marthe à la jeune comtesse, vers 1212. Malgré son caractère hagiographique, ce texte semble avoir été conçu à la fois comme un livre pour l'instruction et l'édification de sa dédicataire adolescente, mais aussi comme un récit merveilleux, proche du roman de chevalerie, notamment par l'épisode de la Tarasque. Marthe y est présentée comme une grande oratrice, capable de vaincre la sédition des villes là où saint Front et saint Georges ont échoué.
Van den vos Reynaerde est la première version du Roman de Renart en néerlandais et l’une des premières œuvres littéraires rédigées dans cette langue. Elle contient des épisodes originaux, qui n’appartiennent pas à la version romane. Son auteur, « Willem die Madocke maecte », a été identifié comme le convers cistercien Guillaume de Boudelo, décédé en 1261. Cet clerc talentueux fut recruté par la comtesse Jeanne, qui en fit la demande au chapitre général cistercien en 1238. Elle le nomme notamment administrateur de l’hospice Comtesse de Lille, lors de sa fondation, de 1238 à 1244, puis au couvent de Marke, près de Courtrai.
Néanmoins, l'activité de Jeanne comme mécène littéraire semble avoir été limitée. Il est possible que, pour s'imposer dans un monde dominé par les hommes, elle ait volontairement écarté ce rôle généralement attribué aux femmes.

## Postérité

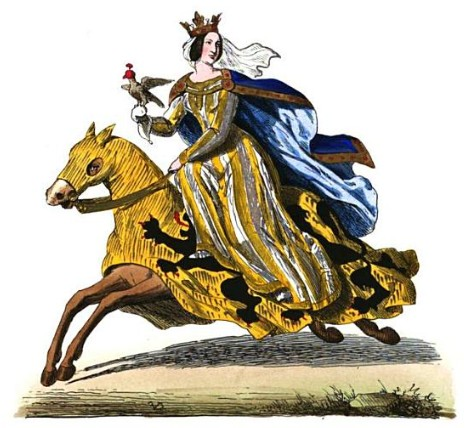
Vision romantique de Jeanne de Constantinople, inspirée de son sceau. Félix De Vigne, Album du cortège des Comtes de Flandre, 1849.

Les chroniqueurs médiévaux postérieurs à Jeanne, tels que Matthieu Paris, lui sont généralement hostiles ; presque tous considèrent que l'ermite était bien le véritable Baudouin de Flandre et qu'en le faisant mettre à mort, elle a commis un parricide. Au milieu du XVe siècle, Le livre de Baudouin, comte de Flandre, présente Jeanne comme la fille naturelle née de relations du comte avec une sarrasine possédée par un démon, qui commet le parricide au terme d'une tortueuse intrigue romanesque.
En 1823, Sismondi reprend cette thèse du parricide dans son Histoire des Français, tout comme les dramaturges Fontan et Victor Herbin dans leur pièce Jeanne de Flandre, en 1835. En réaction, Emile Gachet entreprend de réhabiliter la comtesse dans la Revue du Nord, nouvellement fondée. Enfin, en 1840, Jules de Saint-Genois, le père du roman historique belge, écrit un Faux Baudouin, puis l'année suivante, Edward le Glay publie son Histoire de Jeanne de Constantinople, comtesse de Flandre et de Hainaut, qui fera longtemps autorité sur le sujet et contribue à réhabiliter la comtesse.

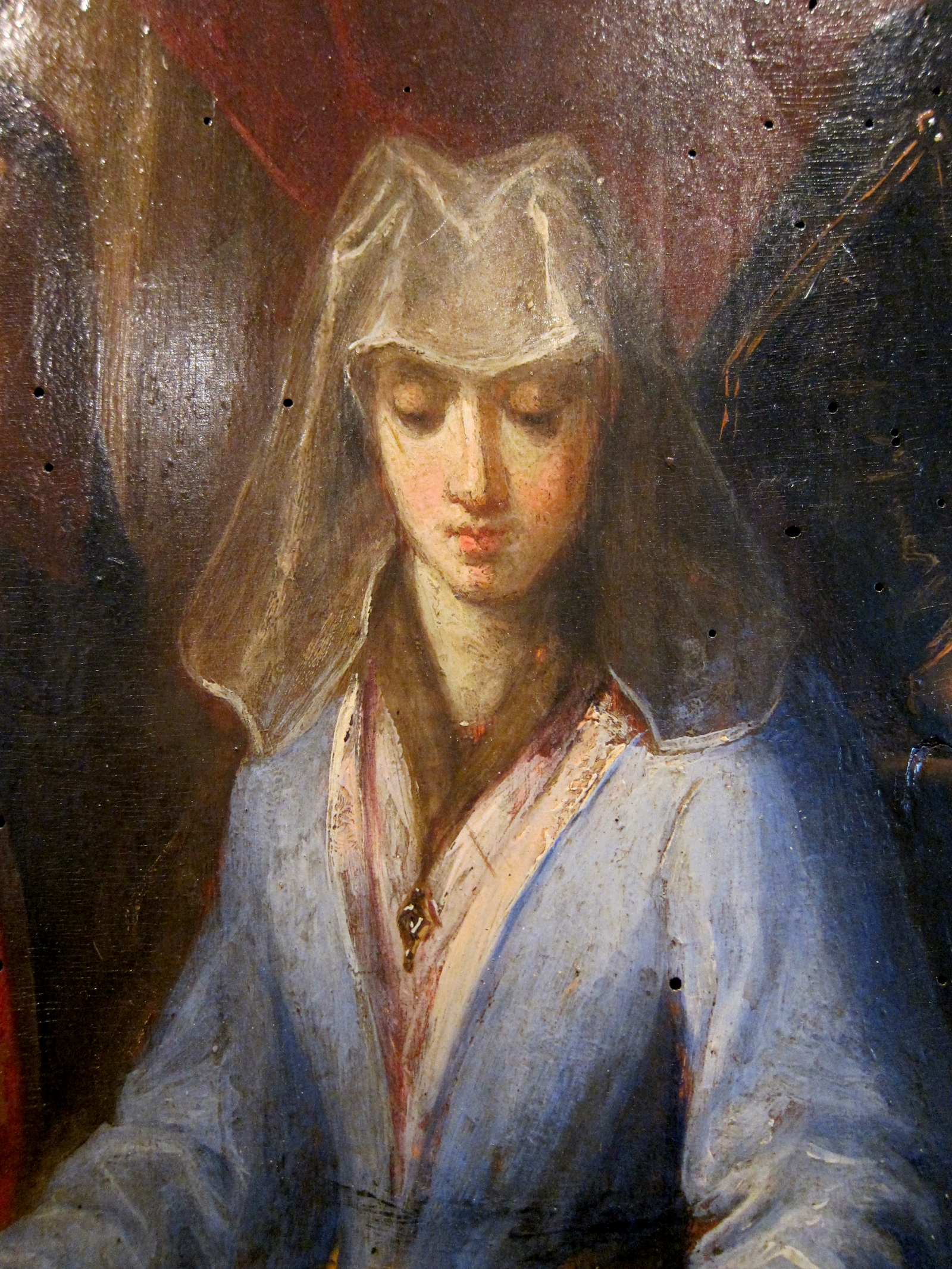
Détail d'un portrait imaginaire de Jeanne de Constantinople par Arnould de Vuez (1644-1720).

Le musée de l'Hospice Comtesse possède deux tapisseries de Guillaume Werniers, d'après des cartons d'Arnould de Vuez, représentant la comtesse Jeanne. L'une, réalisée en laine et soie, présente Jeanne assise entre ses deux époux successifs, Ferrand de Portugal et Thomas de Savoie, identifiés par leurs blasons ; elle porte la mention « Jeanne de Constantinople comtesse de Flandres / fondatrice de cette maison 1233 », qui montre que la tapisserie a été réalisée pour l'hospice Comtesse. L'autre présente le comte Baudouin IX, avec son épouse et ses deux filles, les futures comtesses Jeanne et Marguerite. Dans le même musée, une peinture anonyme de 1632, dite « Fondation de l'hôpital Notre-Dame », montre les comtesses Jeanne et Marguerite, entourées de la Vierge, de saint Augustin et de sainte Élisabeth de Hongrie, ainsi que des religieux et religieuses de l'hospice Comtesse.
La statue de la comtesse Jeanne orne les jardins du béguinage de Courtrai. Le nouvel hôpital mère et enfant du Centre Hospitalier Régional Universitaire de Lille porte son nom. La ville de Wattrelos a créé un géant Jeanne de Flandre, ainsi que des géants Ferrand de Portugal et Thomas de Savoie, ses époux. C'est également le cas de la ville de Marquette-lez-Lille, où la comtesse fut inhumée.
À l'automne 2009, une exposition intitulée Jeanne de Constantinople, comtesse de Flandre et de Hainaut, lui est consacrée. Ce fut l'occasion d'une création artistique consacré aux jeunes comtesses Jeanne et Marguerite par la photographe Laura Henno.